# 溫莎報告
温莎报告（英语：Windsor Report）是一个关于基督新教一派普世圣公宗和同性恋问题的报告。2003年，普世圣公宗任命圣公宗兰柏委员会（Lambeth Commission on Communion）研究有关基恩·罗宾逊（Gene Robinson）被祝圣以及加拿大圣公会新威斯敏斯特教区祝福同性结合而产生的问题。罗宾逊是美国圣公会第一位公开的、非单身的同性恋主教。这个由罗宾·埃姆斯大主教（Robin Eames）主持的委员会在2004年10月18日发表了它的研究成果——温莎报告。

## 背景
1998年的普世圣公宗兰柏会议通过了一个关于人类的性的决议。这个决议称“从经文的观点来看，应坚持男女终身结合的婚姻的忠诚”，并且它不“建议合法化或祝福同性结合，或让同性结合的人士担任圣职”。

### 同性结合和罗宾逊的选举

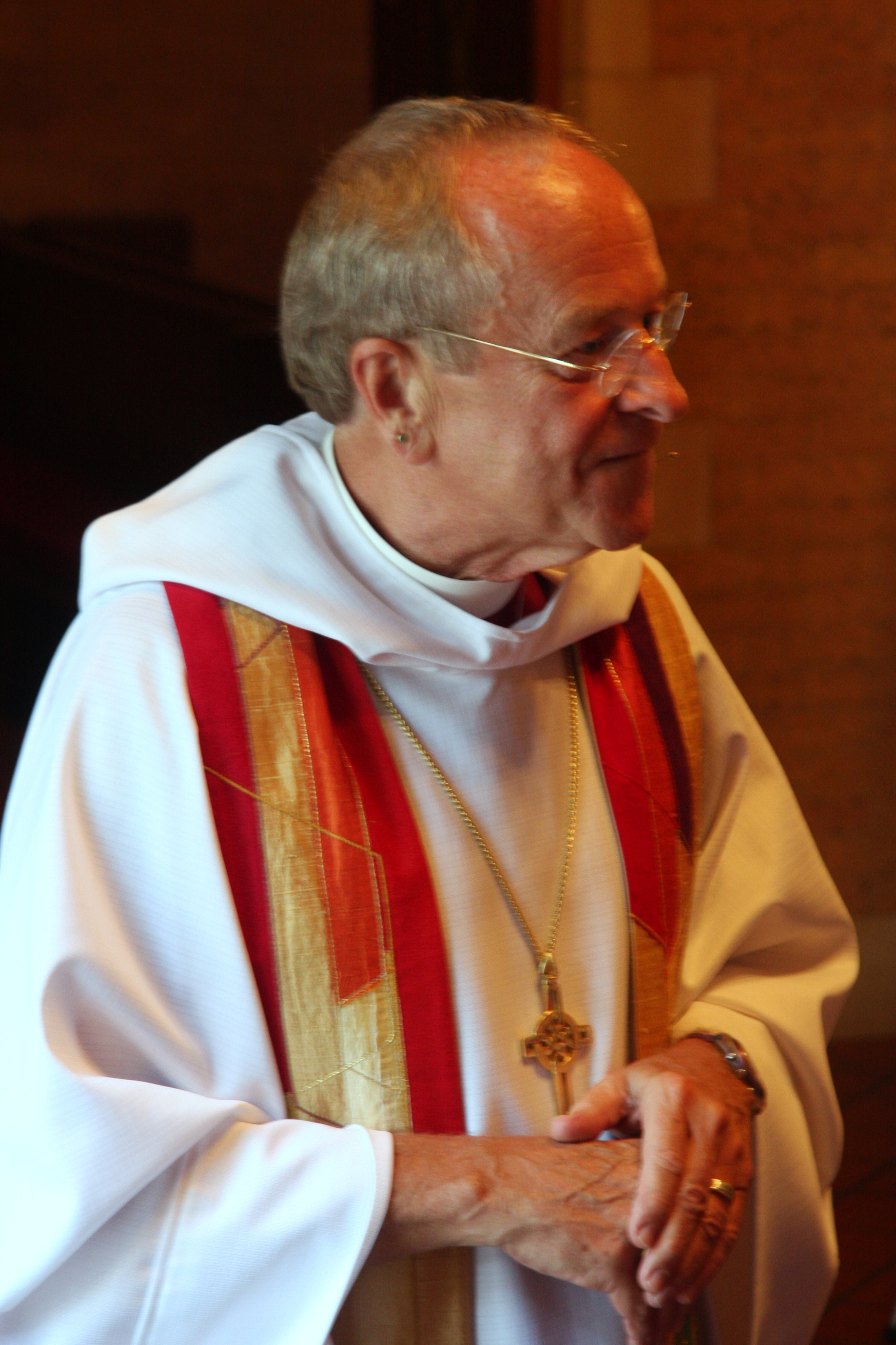
基恩·罗宾逊主教

加拿大的新威斯敏斯特教区（Diocese of New Westminster）在2002年的教区会议（Diocesan Synod）上决定了将祝福同性结合的礼仪合法化。这就要求了每个堂区都要在年度祭衣室会议（annual vestry meeting）或堂区会议（parochial church council）上确认。到2003年5月为止，教区中76个堂区中的6个承认了这项礼仪的合法化。

2003年，美国圣公会总会（General Convention of the Episcopal Church in the United States of America）确认了新罕布什尔教区（Episcopal Diocese of New Hampshire）的主教选举中基恩·罗宾逊的当选。由匹兹堡教区的主教罗伯特·邓肯（Robert Duncan）领导的19位主教发表了一份声明，警告美国圣公会可能與普世圣公宗分裂。

圣公宗社团长时间争论关于基恩·罗宾逊的主教任命以及祝福同性结合的问题，最终在2003年10月15日，来自全球的圣公宗的领袖们在兰柏宫（Lambeth Palace）会面，试图阻止在这件事上圣公宗的分裂。几天后，他们做出了一个冗长的声明：
|  | 我们必须清楚地指出，最近发生在新威斯敏斯特和美国圣公会的事件，没有传达我们圣公宗作为整体的意见，并且这些决定很破坏了我们之间的圣餐关系……这从最根本上撕破了我们圣公宗，并且在此可能导致更大的分裂，作为教省的长远议题，必须决定到底要不要和那些不愿意破坏和美国圣公会的共荣关系的教省保持共荣关系……类似的考虑同样适用于新威斯敏斯特教区的情况。 |

大主教们同样要求坎特伯雷大主教组织一个委员会，在十二个月内报告给大主教们“一个迅速和深刻的神学以及法律的回应”。

## 圣公宗兰柏委员会
2003年爱尔兰圣公会大主教罗宾·埃姆斯被坎特伯雷大主教任命为圣公宗兰柏委员会主席。这个委员会研究在美国和加拿大事态影响下普世圣公宗的团结情况。这个委员会在2004年10月18日发表了它的研究成果——温莎报告。

这份报告建议官方中止對有同性性生活的主教祝圣以及祝福同性结合，并且呼吁所有参与罗宾逊祝圣的教徒“凭良心考虑他们是否应该失去圣公宗的代表职能”" 。但是报告中并没有明列要求对抗美国圣公会或是加拿大圣公会。

这份报告还建议应该通过让各个教会批准一个“圣公圣约”（Anglican Covenant），以凝聚圣公宗中各个教会，保证他们在作出重大决定时咨询更为广泛的圣公宗社团。它还劝告那些导致不团结的人表达他们的忏悔。

## 影响
2005年2月，有關同性恋的议题在北爱尔兰Dromantine举行的例行普世圣公宗大主教会议（meeting of the Primates of the Anglican Communion）上被大幅讨论。38位大主教中的35位出席了这场会议。大主教们发表了一个公报，公报中重申了大多温莎报告中的声明，并且还要求美国圣公会和加拿大圣公会直到2008年的兰柏会议为止，主动退出官方的国际普世圣公宗联合体——普世圣公宗咨议会（Anglican Consultative Council）。
温莎报告被很多自由派基督教徒（例如The Windsor Report: A Liberal Response一书中批评）批评溫莎报告想当然爾地把新威斯敏斯特和新罕布什尔的行为，以及普遍意義上的同性恋，逕直认为是有過错的。比方說，溫莎报告呼吁保守派和自由派都要为不团结而道歉，但又表示保守派是出自责任感而如此行事，但卻沒對新威斯敏斯特和新罕布什尔做同樣的認定。

2008年2月12日，坎特伯雷大主教宣布成立温莎持续团体（Windsor Continuation Group，WCG）。WCG致力于解决温莎报告的遗留问题以及官方地回答围绕温莎报告各个教省提出的问题。WCG的主席是克里夫·汉福德主教（Clive Handford）。